# Шебедев, Дмитрий Всеволодович

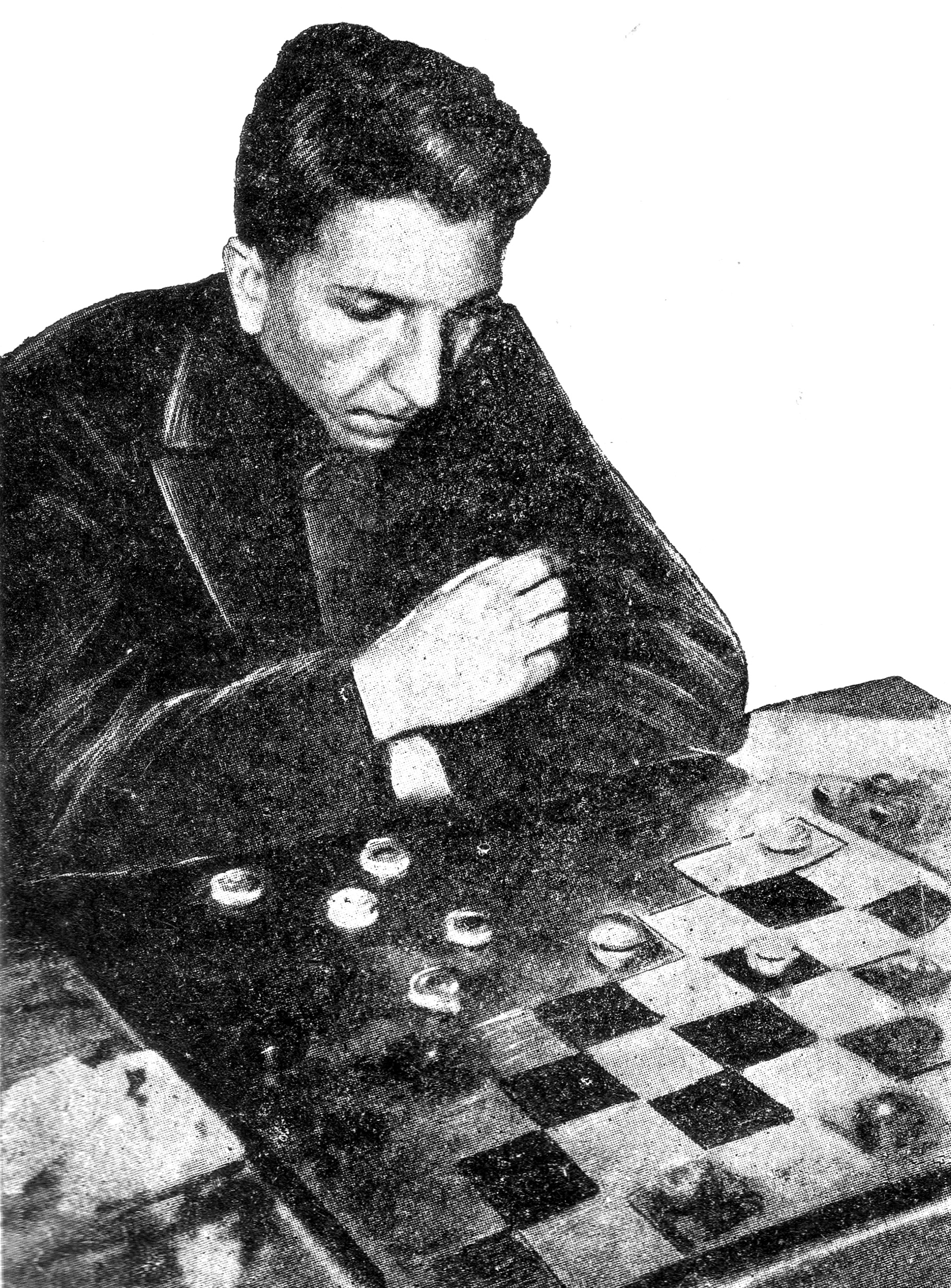
Дмитрий Шебедев

Дмитрий Всеволодович Шебедев (15 августа 1911, Рим — 12 января 1955, посёлок Вихоревка, Братский район Иркутской области) — советский спортсмен (русские шашки), мастер спорта. Чемпион СССР (1930).
«Непробиваемый мастер» (по определению Василия Сокова), почти никогда не проигрывавший. Единственный участник чемпионатов СССР по русским шашкам (двух и более), не знавший поражений.

## Биография
Родился в семье профессиональных революционеров. Жил в Баку, в 1930 году впервые принял участие в чемпионате СССР и сразу победил. По итогам чемпионата получил звание «мастер спорта СССР» (по шашкам).
в 1934-м переехал в Москву. Здесь он быстро стал одним из руководителей Московской шахматной секции — инструктор шахсекции, член шахматно-шашечной бригады Всесоюзного Центрального Совета профсоюзов (ВЦСПС), затем перешел на работу в Центральный комитет союза рабочих нефтяной промышленности СССР в качестве разъездного инструктора бюро физкультуры, после чего (в связи с реорганизацией и разукрупнением союза) вновь был направлен в Баку.
Автор книг «Шашки» (на азербайджанском языке), Баку, 1934, совместно с А. Сидлиным написал «Первые уроки шашечной игры», 1937 (сохранился издательский договор № 1038 от 2 ноября 1935 года, где издательство «Физкультура и туризм» обязалось выплатить Сидлину и Шебедеву по 300 рублей за авторский лист). Вторая книга вышла без упоминания соавтора Д. В. Шебедева, более того, в книге приведен список 25 мастеров СССР без самого Дмитрия Всеволодовича Шебедева.
В 1937-м специальная коллегия Московского горсуда приговорила Дмитрия Всеволодовича Шебедева к десяти годам лишения свободы по 58-й статье. Отбывал срок в Тайшетлаге (Озерлаг). В 1960-м постановлением Президиума Верховного суда РСФСР приговор в отношении Д. В. Шебедева был отменен и дело производством прекращено за отсутствием состава преступления.
После освобождения принимал участие в первенствах Иркутской области. По злой иронии судьбы, именно в книге XII Шашечный Чемпионат СССР, — М., 1950 на стр. 7 появилась заметка с упоминанием его имени.

ИРКУТСК. Закончился областной шашечный чемпионат. В нём принимали участие лучшие шашисты Иркутска, Черемхово, Тайшета. Первое место занял Д. Шебедев (Тайшет), прошедший весь турнир без единого поражения (при четырёх ничьих) и набравший 10 очков из 12 возможных.

Борис Фельдман писал о встрече Исера Купермана с Дмитрием Шебедевым.
 Где-то в начале 1948 года трёхкратный чемпион СССР 23-летний Исер Куперман читал лекцию в клубе на Комсомольской площади в Москве. Он обратил внимание на незнакомого измождённого мужчину лет сорока, вопросы которого свидетельствовали о том, что человек — не новичок в шашках. После беседы, когда слушатели разошлись, мужчина подошёл к лектору. Это был великий Шебедев. Куперман не знал его лично, но изучал его партии, читал его статьи. Они уединились. Дмитрий Всеволодович рассказывал о себе медленно, почти шёпотом, постоянно проверяя, не подслушивает ли их кто-нибудь.
Рамиль Мухометзянов в статье, посвященной Дмитрию Шебедеву, приводил рассказ Юрия Арустамова об встрече с Дмитрием Шебедевым:
В начале 1954 года, уже совершенно больной (Арустамов писал о тяжелой форме туберкулеза, полученной Шебедевым на тайшетском «курорте») Дмитрий Всеволодович ещё раз съездил в Баку, на этот раз уже вместе с сыном, которого очень любил, где и состоялась его встреча с будущим гроссмейстером. «Он был похож на тургеневского Рудина — высокий, чуть сутулый, с густой шапкой белых волос», — вспоминал Ю.Арустамов. От богатырского здоровья, которым когда-то веяло от атлетически сложенного Шебедева, уже не было и следа. Жить Дмитрию Всеволодовичу оставалось совсем немного — меньше года. 12 января 1955 года в возрасте 43 лет он скончался в поселке Вихоревка, Братского района, Иркутской области, найдя пристанище в иркутской земле
.